# Бад-Санкт-Леонхард-им-Лафантталь
Бад-Санкт-Леонхард-им-Лафантталь, Бад-Санкт-Леонхард-им-Лавантталь (нем. Bad Sankt Leonhard im Lavanttal) — город и городская община в Австрии, в федеральной земле Каринтия. 
Входит в состав округа Вольфсберг. Население составляет 4761 человек (на 31 декабря 2005 года). Занимает площадь 111,72 км². Официальный код — 2 09 01.

## Политическая ситуация
Бургомистр коммуны — Зимон Майер (СДПА) по результатам выборов 2003 года.
Совет представителей коммуны (нем. Gemeinderat) состоит из 23 мест.
- СДПА занимает 13 мест.
- АНП занимает 7 мест.
- АПС занимает 3 места.